# Procryptocerus lenkoi
Procryptocerus lenkoi är en myrart som beskrevs av Kempf 1969. Procryptocerus lenkoi ingår i släktet Procryptocerus och familjen myror. Inga underarter finns listade i Catalogue of Life.